# WSO2
WSO2 (comúnmente estilizada como WSO2) es una compañía que desarrolla aplicaciones de software abierto enfocadas en proveer una arquitectura orientada a servicios (SOA) para desarrolladores profesionales. Comenzó a funcionar luego de que Collax, un proveedor de servidores linux de código abierto, recibió una inversión de 4 millones de dólares por parte de Intel Capital, una corporación global con oficinas en EE. UU. (Mountain View, CA), R.U. (Emsworth, Hampshire) y Sri Lanka. WSO2 fue fundada por Sanjiva Weerawarana, un conocido tecnólogo.
WSO2 es un contribuyente clave en proyectos de servicios web de Apache, incluyendo Apache Axis2, Apache de Rampart, Apache Synapse, Apache Axiom y mucho más. El experto en XML James Clark es un director de la compañía.

## WSO2 Enterprise Service Bus
El WSO2 es un Enterprise Service Bus (ESB), disponible bajo la licencia Apache v2.0. Está basado en el bus de servicios empresariales Apache Synapse de la Apache Software Foundation, añade una mejor gestión y desarrollo/soporte de configuración y capacidades SOA..

## Premier Partner Certificado de WSO2
Los socios de WSO2 ofrecen soluciones, tecnologías y servicios a clientes de todo el mundo. La lista de los 4 principales son:
• Polarising
• Chakray
• Sybyl
• Xpand- IT